# Stugun
Stugun est une localité de Suède dans la commune de Ragunda située dans le comté de Jämtland.
Sa population était de 598 habitants en 2019.